# Auxa basirufipennis
Auxa basirufipennis är en skalbaggsart som beskrevs av Stefan von Breuning 1980. Auxa basirufipennis ingår i släktet Auxa och familjen långhorningar.
Artens utbredningsområde är Madagaskar. Inga underarter finns listade.